# Осучо
Осучо (итал. Ossuccio) је насеље у Италији у округу Комо, региону Ломбардија.
Према процени из 2011. у насељу је живело 971 становника. Насеље се налази на надморској висини од 238 м.

## Становништво
Према резултатима пописа становништва 2011. у општини је живело 973 становника.
| 1931. | 1936. | 1951. | 1961. | 1971. | 1981. | 1991. | 2001. | 2011. |
| ----- | ----- | ----- | ----- | ----- | ----- | ----- | ----- | ----- |
| 1.015 | 959   | 1.012 | 929   | 908   | 925   | 917   | 940   | 973   |